# 키슈쿤머이셔

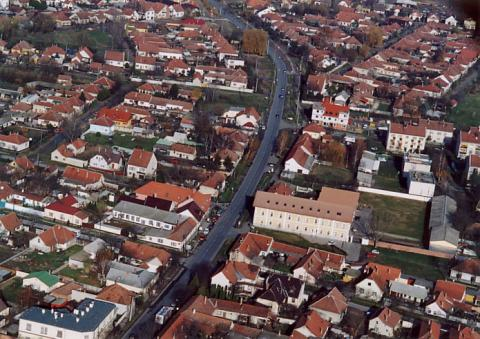
키슈쿤머이셔

키슈쿤머이셔(헝가리어: Kiskunmajsa)는 헝가리 바치키슈쿤주의 도시로 면적은 221.99km2, 인구는 11,707명(2009년 기준), 인구 밀도는 53.5명/km2이다.

시 문장